# Mała Wieś (Poméranie)
Pour les articles homonymes, voir Mała Wieś.
Mała Wieś est une localité polonaise de la gmina mixte et du powiat de Bytów en voïvodie de Poméranie. Elle se trouve à environ 79 km à l'ouest de la capitale régionale Gdańsk.

## Géographie

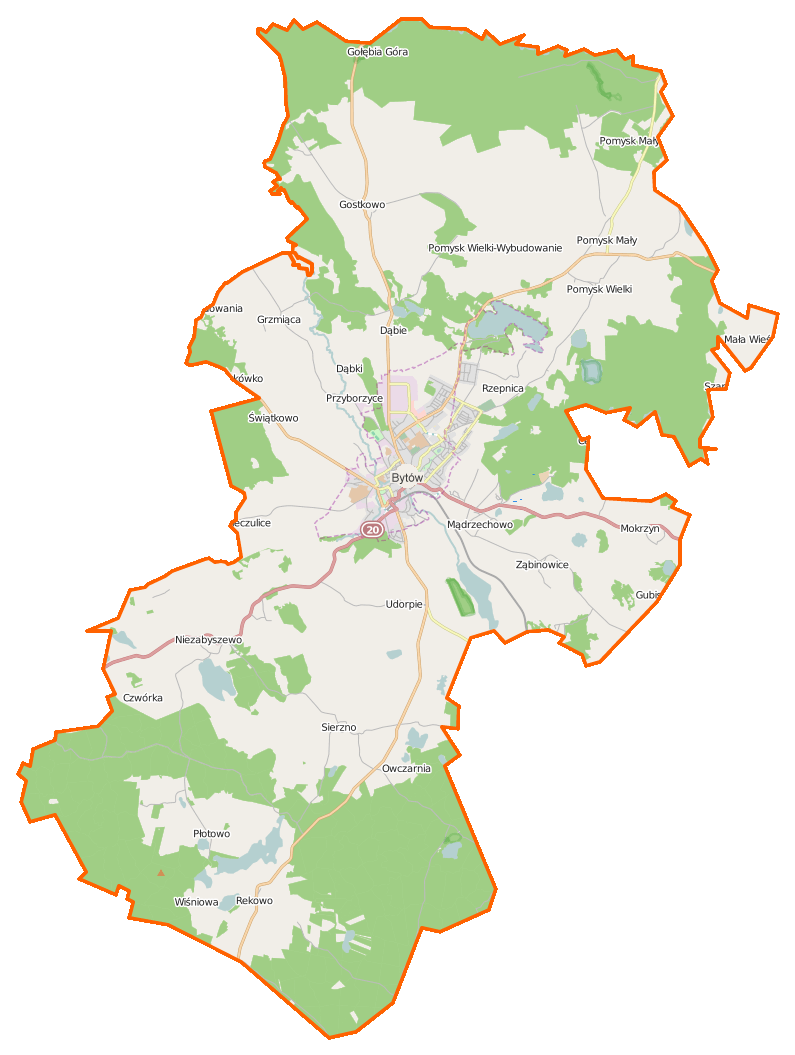
Carte de la gmina de Bytów.